# Olmeda de las Fuentes
Olmeda de las Fuentes ist ein Ort und eine Gemeinde (municipio) mit 408 Einwohnern (Stand: 2024) im Osten der Autonomen Gemeinschaft Madrid im Übergang zur Autonomen Region Kastilien-La Mancha. Die Gemeinde gehört zur Kulturlandschaft der Alcarria.

## Lage und Klima
Die ca. 830 m hoch gelegene Kleinstadt Nuevo Baztán liegt im Iberischen Hochland (meseta) südöstlich des Kastilischen Scheidegebirges. Die spanische Hauptstadt Madrid befindet sich gut 50 km (Fahrtstrecke) westlich; die Stadt Alcalá de Henares ist etwa 25 km in nordwestlicher Richtung entfernt. Das Klima im Winter ist gemäßigt, im Sommer dagegen warm bis heiß; die eher geringen Niederschlagsmengen (ca. 450 mm/Jahr) fallen – mit Ausnahme der nahezu regenlosen Sommermonate – verteilt übers ganze Jahr.

## Bevölkerungsentwicklung
| Jahr      | 1857 | 1900 | 1950 | 2000 | 2019 |
| Einwohner | 371  | 492  | 420  | 152  | 348  |

Der im Osten der Region Madrid gelegene Ort hat seinen historisch gewachsenen Charakter weitgehend behalten.

## Wirtschaft
Die Bevölkerung des Ortes lebte jahrhundertelang als Selbstversorger von den Erträgen ihrer Felder und Hausgärten sowie von den Produkten ihrer Haustiere. Durch Räuchern oder Trocknung haltbar gemachte Überschüsse konnten bei fahrenden Händlern getauscht oder verkauft werden.

## Geschichte
Keltische, römische, westgotische und selbst islamisch-maurische Funde wurden nicht gemacht. Nach der Rückeroberung (reconquista) der Stadt Toledo durch Truppen Alfons’ VI. von León im Jahr 1085 begann die Phase der Wiederbevölkerung (repoblación) der Region mit Christen aus allen Teilen der Iberischen Halbinsel. Der Ort wird im Jahr 1135 erstmals urkundlich erwähnt. Unter Philipp II. zahlte der Ort fast 900.000 Maravedis für seine Eigenständigkeit in Rechtsfragen etc. Im Jahr 1709 erwarb Juan de Goyeneche ein großes aber unbewohntes Gebiet im Westen der Gemeinde und gab den Auftrag zum Bau des Ortes Nuevo Baztán. Bis in die 1950er Jahre hieß er offiziell Olmeda de la Cebolla.

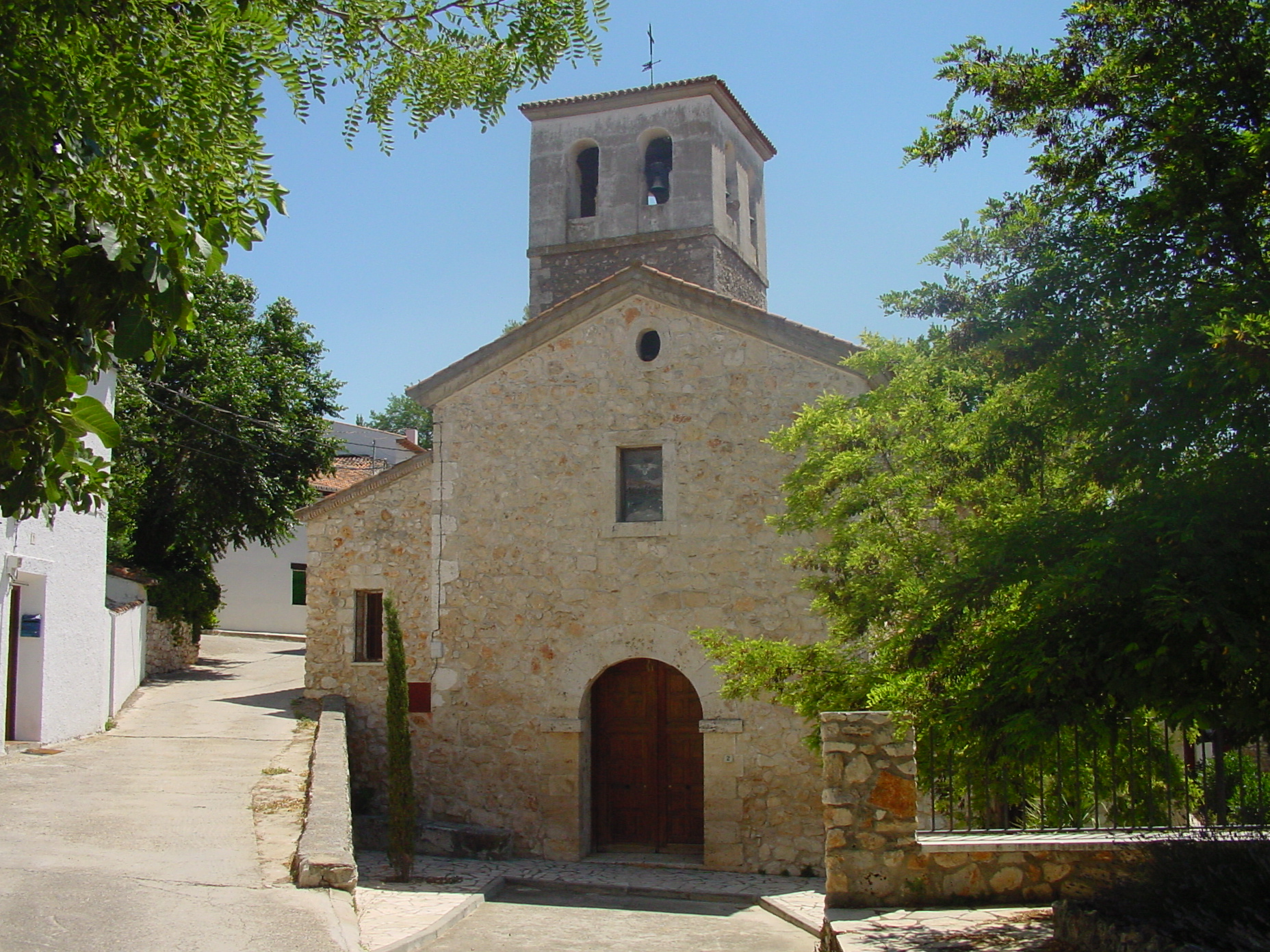
Iglesia de San Pedro

## Sehenswürdigkeiten
Die Iglesia de San Pedro dürfte im 18. Jahrhundert entstanden sein. Das durch Lünettenfenster belichtete Kirchenschiff (nave) führt zu einer halbrunden Apsis mit einem barocken Altarretabel (retablo).

## Persönlichkeiten
- Pedro Páez (1564–1622), Jesuit und Missionar in Goa und Äthiopien, Verfasser einer Geschichte Äthiopiens